# Scream, Baby, Scream
Scream, Baby, Scream (distribuito anche come Nightmare House) è un film horror americano diretto da Joseph Adler e scritto da Larry Cohen, noto per aver sceneggiato Baby Killer e Il serpente alato.

## Trama
Charles Butler è un artista di fama mondiale, ma dietro la sua macabra e grottesca immagine si trova una verità più brutale. Accanto al folle Dr. Garrison e ai loro mutanti lacchè, sta rapendo bellissime modelle in modo da poter portare la sua arte al livello successivo e trasformare gli esseri viventi in dipinti viventi. 
Jason, un giovane studente d'arte, comprende i suoi sordidi progetti troppo tardi, quando la sua amata ragazza Janet viene rapita da Butler e Garrison.